# (13816) Stülpner
(13816) Stülpner ist ein Asteroid des Hauptgürtels, der am 29. Dezember 1998 von Jens Kandler an der Volkssternwarte Drebach im Erzgebirge entdeckt wurde.
Namensgeber war Karl Stülpner (1762–1841), ein erzgebirgischer Volksheld aus Scharfenstein (heute ein Ortsteil von Drebach). Vielen ist er vor allem als verwegener Jäger und Beschützer der Armen, als „sächsischer Robin Hood“ bekannt.